# Amom (filho de Mosias)
Amom, filho de Mosias é um personagem do Livro de Mórmon.
Amom serviu como missionário e seus diligentes esforços ajudaram a converter muitas almas a Cristo.
Em certa época, Amom foi um incrédulo que procurou de todas as formas destruir a Igreja de Jesus Cristo, até que um anjo apareceu-lhe e também aos seus companheiros. Amom arrependeu-se e começou a ensinar e pregar o evangelho de Jesus Cristo e a palavra de Deus. Recusou-se a ser rei, preferindo ir à terra dos lamanitas pregar e ensinar a palavra de Deus.
Jejuou e orou buscando orientação e foi levado cativo perante o rei Lamôni. Salvou o rebanho do rei Lamôni e ensinou sobre a palavra de Deus à Lamôni, tendo assim, agradecido a Deus e tendo sido tomado pela alegria.
Seus conversos nunca se afastaram.Regozijou-se por ser um instrumento nas mãos de Deus para trazer milhares à verdade e ao evangelho de Cristo. Conduziu o povo de Anti-Néfi-Leítas à segurança e sentiu uma grande alegria por poder reencontrar seus irmãos.